# Гусаркино
Гуса́ркино (баш. Гусаркин) — деревня в Белебеевском районе Республики Башкортостан. Входит в состав Семенкинского сельсовета.

## Географическое положение
Расстояние до:
- районного центра (Белебей): 30 км,
- центра сельсовета (Старосеменкино): 5 км.
- ближайшей ж/д станции (Белебей): 30 км.

## Население
| 2002 | 2009 | 2010 |
| ---- | ---- | ---- |
| 49   | ↘35  | ↗44  |

### Национальный состав
Согласно переписи 2002 года, преобладающая национальность — чуваши (100 %).